# Revoroot
Revoroot Inc. (株式会社ギークトイズ Kabushiki-gaisha Revoruto?) es un estudio de animación japonés con sede en Nishitōkyō, Tokio.

## Trabajos

### Series de televisión
| Año  | Título                                                             | Director(es)                  | Fecha de primera transmisión | Fecha de última transmisión | Eps | Nota(s)                                                            | Ref(s) |
| ---- | ------------------------------------------------------------------ | ----------------------------- | ---------------------------- | --------------------------- | --- | ------------------------------------------------------------------ | ------ |
| 2018 | FLCL Alternative                                                   | Yutaka Uemura Suzuki Kiyotaka | 8 de septiembre de 2018      | 13 de octubre de 2018       | 6   | Secuela de FLCL Progressive. Coproducido con Production IG y NUT.  | [ 1 ]  |
| 2019 | Babylon                                                            | Suzuki Kiyotaka               | 6 de octubre de 2019         | 27 de enero de 2020         | 12  | Basado en una serie de novelas escrita por Mado Nozaki.            | [ 2 ]  |
| 2021 | Slime Taoshite 300-nen, Shiranai Uchi ni Level Max ni Nattemashita | Nobukage Kimura               | 10 de abril de 2021          | 26 de junio de 2021         | 12  | Basado en una serie de novelas ligeras escrita por Kisetsu Morita. | [ 3 ]  |
| 2022 | Tensei Kenja no Isekai Life                                        | Keisuke Kojima                | 4 de julio de 2022           | 12 de septiembre de 2022    | 12  | Basado en una serie de novelas escrita por Shinkoshoto.            | [ 4 ]  |